# Lecania atrynoides
Lecania atrynoides är en lavart som beskrevs av Matilda Cullen Knowles. Lecania atrynoides ingår i släktet Lecania, och familjen Ramalinaceae. Arten är reproducerande i Sverige.